# Ширмен, Линда
Линда Ширмен (англ. Linda Shearman) — фигуристка из Великобритании, серебряный призёр чемпионата мира 1963 года, чемпионка Европы 1963 года, двукратная чемпионка Великобритании 1962—1963 годов в танцах на льду. Выступала в паре с Майклом Филлипсом.

## Спортивные достижения
(с  Майклом Филлипсом)
| Соревнования/Сезоны       | 1961 | 1962 | 1963 |
| ------------------------- | ---- | ---- | ---- |
| Чемпионаты мира           |      | 4    | 2    |
| Чемпионаты Европы         | 3    | 2    | 1    |
| Чемпионаты Великобритании |      | 1    | 1    |